# Julio César Murillo Asprilla
Julio César Murillo (Cali, Valle del Cauca, 3 de enero de 1991) es un futbolista colombiano. Juega como defensa su último equipo fue el Olmedo de la Serie A de Ecuador.

## Clubes
| Club             | País     | Año         |
| ---------------- | -------- | ----------- |
| América de Cali  | Colombia | 2010 - 2011 |
| Unión Magdalena  | Colombia | 2014        |
| América de Cali  | Colombia | 2015        |
| Cúcuta Deportivo | Colombia | 2016        |
| Atlético         | Colombia | 2017        |
| Unión Magdalena  | Colombia | 2018 - 2019 |
| Deportes Quindío | Colombia | 2019        |
| Olmedo           | Ecuador  | 2020        |